# Egberto di Treviri
Egberto di Treviri, in tedesco Egbert von Trier o anche Egbert, Graf von Holland (950 circa – Treviri, 8 dicembre 993), fu un arcivescovo tedesco.

## Origine
Secondo il documento n° 33a della Chronologia Johannes de Beke era il figlio secondogenito del terzo Conte d'Olanda, Teodorico II e della moglie (come confermano gli Annales Egmundani, la moglie di Teodorico II si chiamava Hildegarda), Hildegarda di Fiandra, come confermano sia la Caroli Magni Progenies a pagina 138 (non consultata) sia le Europäische Stammtafeln, vol II, 5 (non consultate).
Hildegarda di Fiandra ([prima del 933-10 aprile 990, sempre secondo le Europäische Stammtafeln, vol II, 5 (non consultate) era figlia del Conte di Fiandra, Arnolfo I, e della sua seconda moglie, Adele di Vermandois, ma secondo alcuni storici, tra cui Gerhard Rösch, era figlia di Arnolfo I di Fiandra e della sua prima moglie di cui non si conoscono né il nome né gli ascendenti, citata sempre nelle Europäische Stammtafeln, vol II, 5 (non consultate).
Teodorico II d'Olanda, secondo il documento n° 28a della Chronologia Johannes de Beke era l'unico figlio del secondo Conte d'Olanda, Teodorico I e della moglie (come confermano gli Annales Egmundani, la moglie di Teodorico I si chiamava Geva), Geva, di cui non si conoscono gli ascendenti, ma di nobili origini (habens in uxorem matronam nobilem, nomine Ghevam).

## Biografia
Egberto, come ci conferma il documento n° 33a della Chronologia Johannes de Beke era il figlio secondogenito ed era fratello di Arnolfo d'Olanda, il primogenito, e proprio col fratello, Arnolfo ed i genitori, viene citato, come testimone di una donazione, nel documento n° 87 del Liber traditionum sancti Petri Blandiniensis, datato 974, e, poi, sempre in quel periodo, viene citato nel documento n° 45, di data imprecisata, del Oorkondenboek Holland, assieme al padre, alla madre e al fratello, Arnolfo.
Egberto era stato avviato alla vita religiosa, e, nell'Ex vita et miraculis Sancti Adalberti Egmondani viene narrato un episodio della sua vita giovanile, quando fu assalito da forte febbre ed era in condizioni quasi disperate, un intervento miracoloso lo salvò.

Terminata la sua formazione nel convento di Egmond, Egberto divenne, nel 976, cancelliere dell'imperatore Ottone II che nel 977 lo nominò arcivescovo di Treviri, affinché garantisse, in questa carica, gl'interessi del regno ottoniano.
Le Gesta Treverorum riportano che Egberto, nel 977, succedette come arcivescovo di Treviri a Teodorico, morto in quello stesso anno ed ebbe l'appoggio dell'imperatore, Ottone II.
Egberto, ricordato come arcivescovo di Treviri, fece una donazione alla chiesa di san Paolo a Treviri, come risulta dal documento n° 255, datato 981, del mittelrheinisches urkundenbuch (non consultato), sottoscritto anche dal padre, Teodorico II, conte d'Olanda.
Nel 983 Egberto prese parte ad una riunione della corte imperiale a Verona.
Dal documento n° 88 del Oorkondenboek Holland, datato 1083, risulta che Egberto, arcivescovo di Treviri, fece una grossa donazione all'abbazia di Egmond, consistente in oggetti d'oro, preziosi paramenti, molti libri ed uno scrigno d'argento, contenente delle reliquie.
Nel 984 Egberto seguì Enrico II di Baviera ma nel 985 si sottopose nuovamente all'autorità dell'impero.
Col documento n° 19 del Kaiserkunden Otto III, datato 25 agosto 985, l'Imperatore del Sacro Romano Impero, Ottone III di Sassonia, riconobbe a suo padre, Teodorico II (fideli nostro Theoderico comiti) la proprietà su alcune contee (in comitatibus Masalant, Kinhem, Texla), corrispondenti oggi alla zona compresa tra Hoek van Holland (dove poi sorse Rotterdam) e Gouda, il Kennemerland vicino a Haarlem, e l'isola di Texel nel nord dell'Olanda.
Egli fu noto come mecenate di scienze ed arti. Sotto il suo vescovato a Treviri, probabilmente nell'Abbazia di San Massimino, si sviluppò uno Scriptorium molto attivo, nell'ambito del quale si operava uno dei più eccellenti miniaturisti della bibliofilia ottoniana, il cosiddetto Maestro del Registrum Gregorii . In collaborazione con questo Scriptorium gli amanuensi dell'Abbazia di Reichenau realizzarono per Egberto un evangelistario, il Codex Egberti, che Egberto donò all'Abbazia di San Paolino di Treviri (Biblioteca Civica di Treviri, Ms. 24).
Per Egberto fu redatto anche un famoso salterio, il Salterio di Egberto, oggi conservato nel Museo Archeologico Nazionale di Cividale del Friuli (Cod. 136).
Gli Annales Egmundani riportano la morte di Egberto, arcivescovo di Treviri e fratello di Arnolfo, conte d'Olanda, nel 994, mentre, secondo le Gesta Treverorum, nel dicembre del 993, Egberto si recò sulle sponde del torrente Olevia, affluente della Mosa, presso Treviri, dove si ammalò gravemente e morì senza poter fare ritorno all'arcivescovado. Fu sepolto nello stesso luogo dove morì, in una piccola chiesa dedicata a sant'Andrea, che lo stesso Egberto aveva fatto costruire.
Come arcivescovo di Treviri gli succedette Ludolfo.

## Il laboratorio di oreficeria
Da Egberto prende il nome anche il cosiddetto "Laboratorio di Egberto", che è uno dei più significativi laboratori di oreficeria ottoniana e che è noto soprattutto per i suoi smalti.
Capolavori che fanno riferimento ad Egberto sono il cosiddetto Andreas-Tragaltar, uno scrigno reliquiario, conservato oggi nel tesoro del Duomo di Treviri, il Bastone pastorale di san Pietro, altra opera di oreficeria oggi conservata nel Tesoro del Duomo di Limburgo ed il Codex aureus Epternacensis, un evangeliario miniato in volume unico, oggi conservato nel Museo Nazionale Germanico di Norimberga.
Il laboratorio eseguiva opere anche su ordinazione di altri principi.
Da lettere giunte fino ad oggi, risulta che Gerberto di Aurillac, il futuro papa Silvestro II, come segretario di Adalberone di Reims, avesse scritto in proposito ad Egberto.
Dal questo laboratorio provenivano anche la Croce di Ottone e Matilde, una croce pettorale, e la Madonna d'oro di Essen, una statuetta in oro raffigurante la Madonna con il bimbo in braccio, che si trovano nel tesoro della cattedrale di Essen.
Al Laboratorio di Egberto vengono attribuite anche la Cornice di Berlino, una cornice in oro conservata oggi presso il Museo delle Arti e Mestieri di Berlino, e la Croce di San Servazio, una croce pettorale in oro con pietre preziose, oggi conservata presso la Basilica di San Servizio a Maastricht: tuttavia l'attribuzione di queste ultime due opere ala Laboratorio di Egberto è controversa.
Poiché non risultano altre opere del Laboratorio realizzate dopo il decesso di Egberto, le ricerche indicano, che la badessa dell'abbazia di Essen, Matilde II di Essen, dopo la morte dell'arcivescovo abbia portato il laboratorio ad Essen, ove poco dopo, con gli smalti dei perduti reliquiario di San Marsus e Grande croce con pendaglio, è provata la produzione di smalti.

## Opere delloScriptoriume del laboratorio

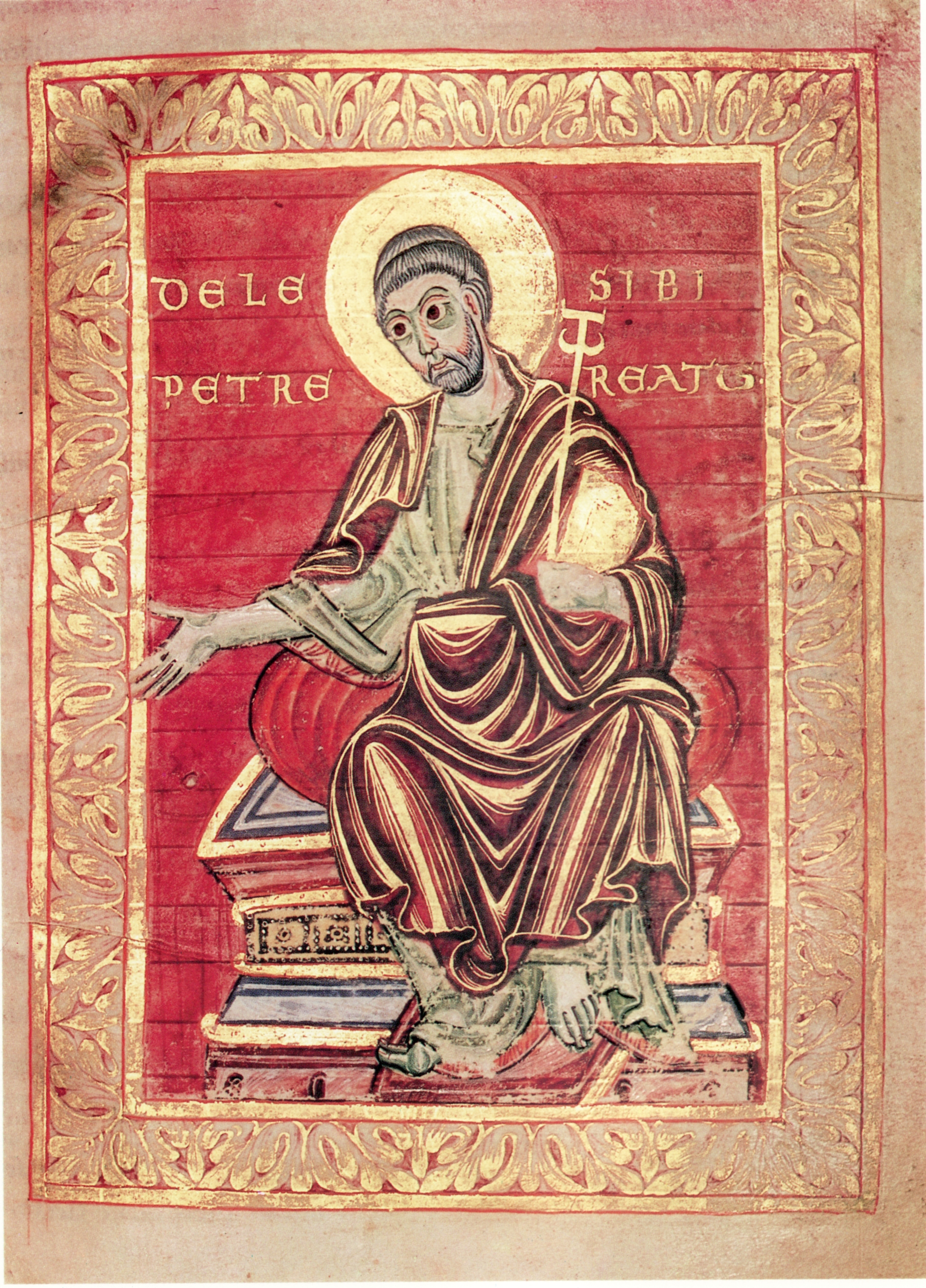
Salterio di Egberto:San Pietro riceve il salterio
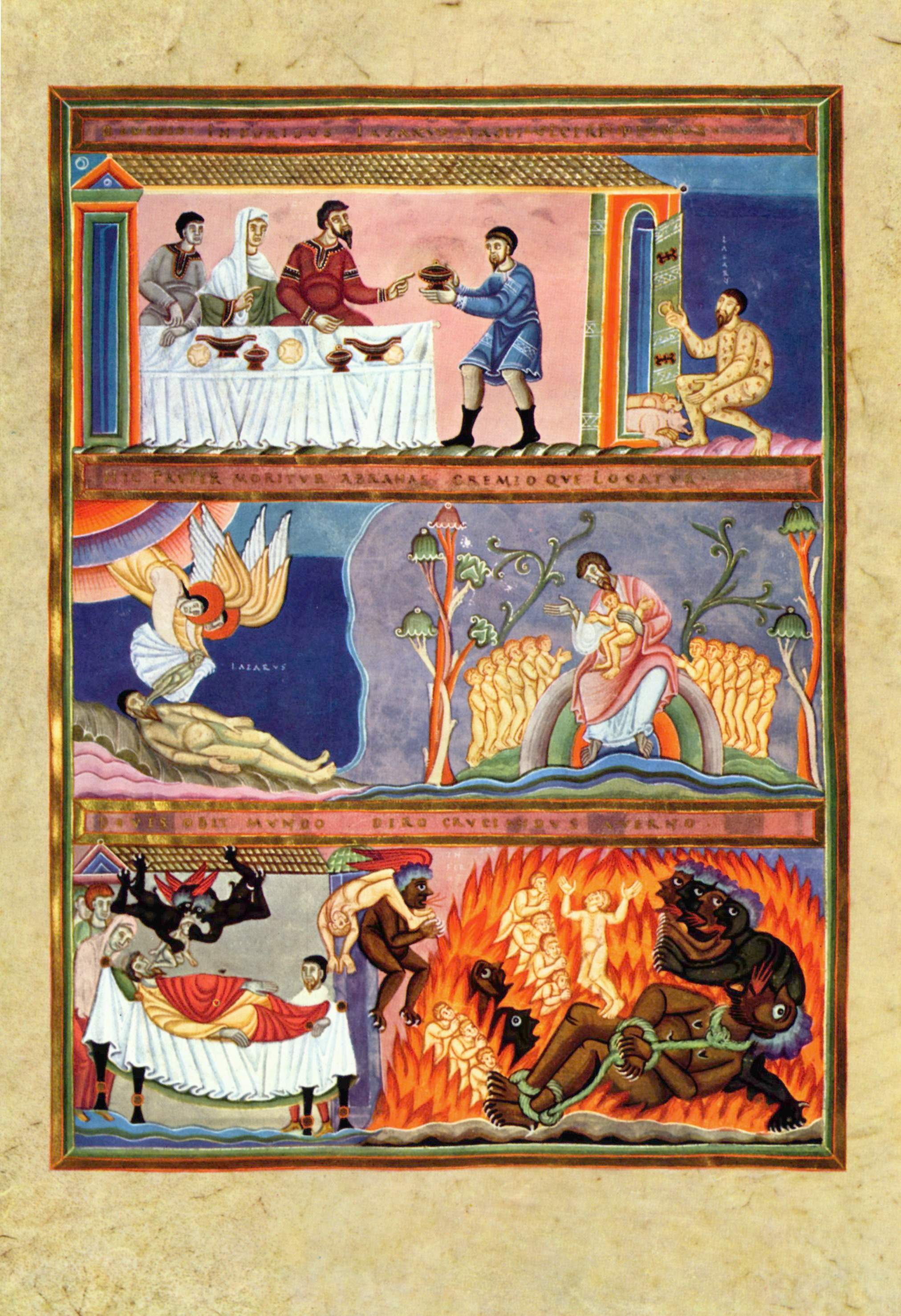
Dal Codex aureus Epternacensis: confronto fra il ricco Epulone ed il povero Lazzaro
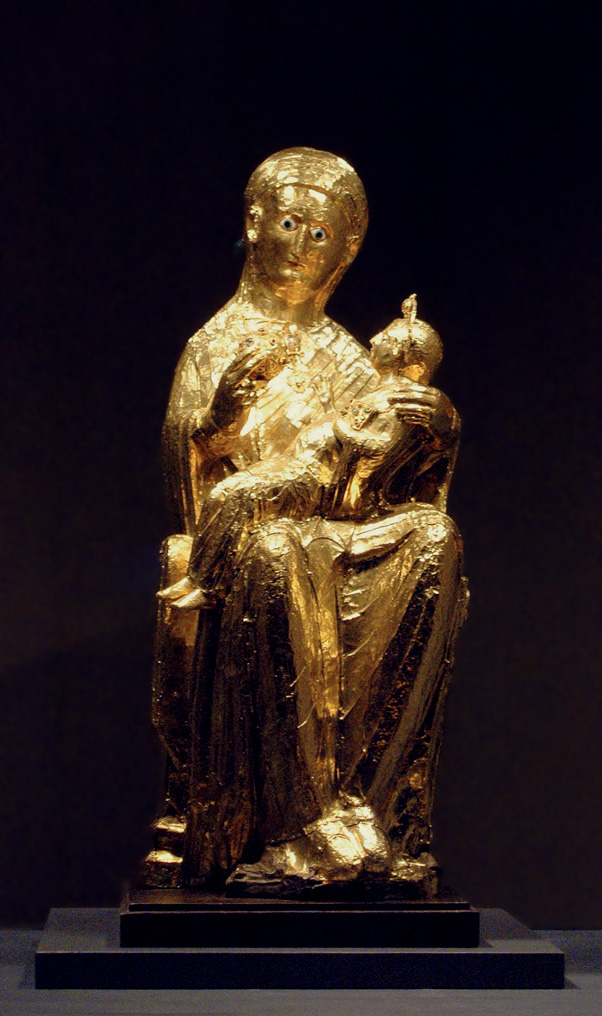
La Madonna d'oro di Essen
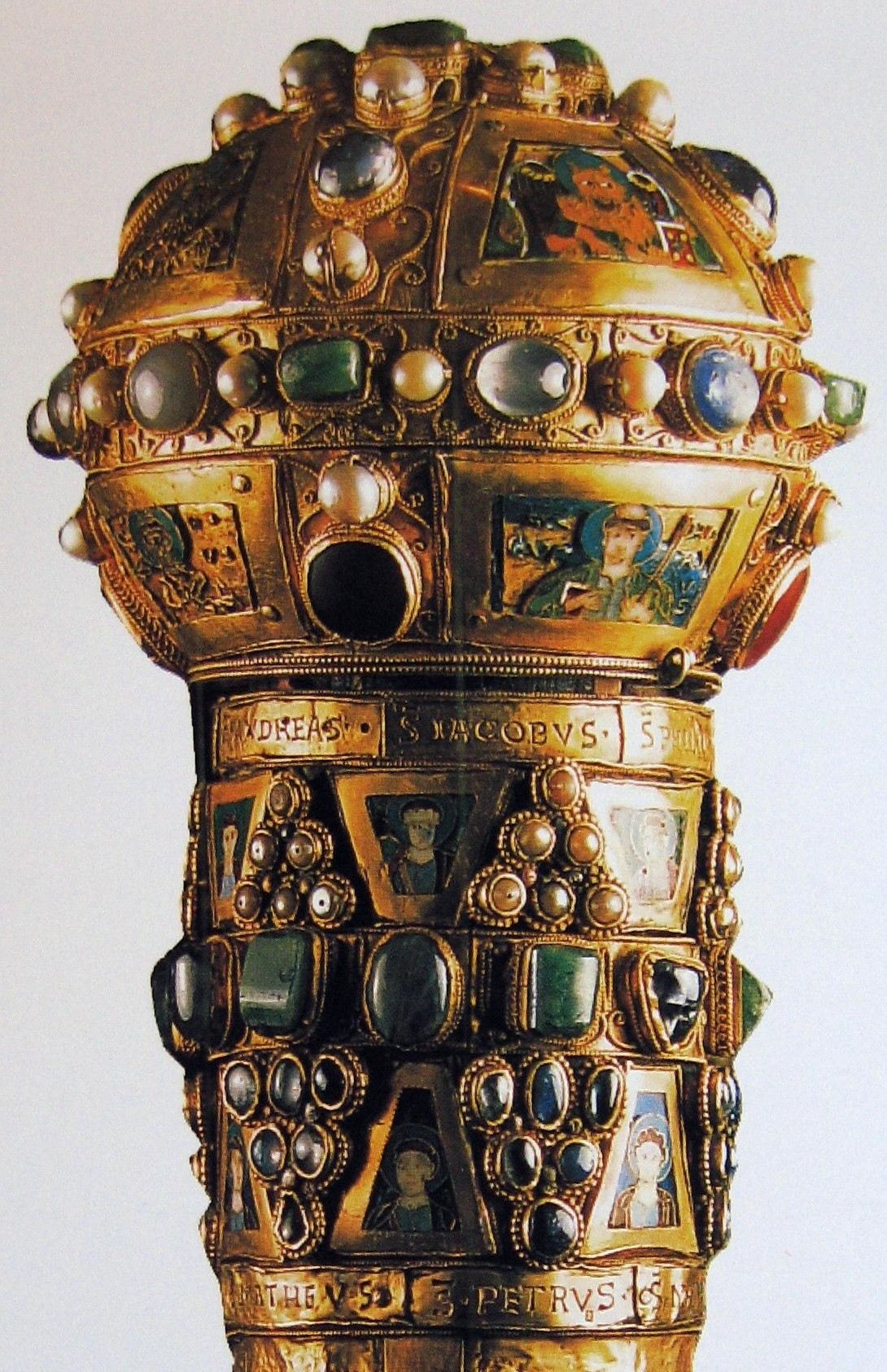
Il bastone pastorale di San Pietro
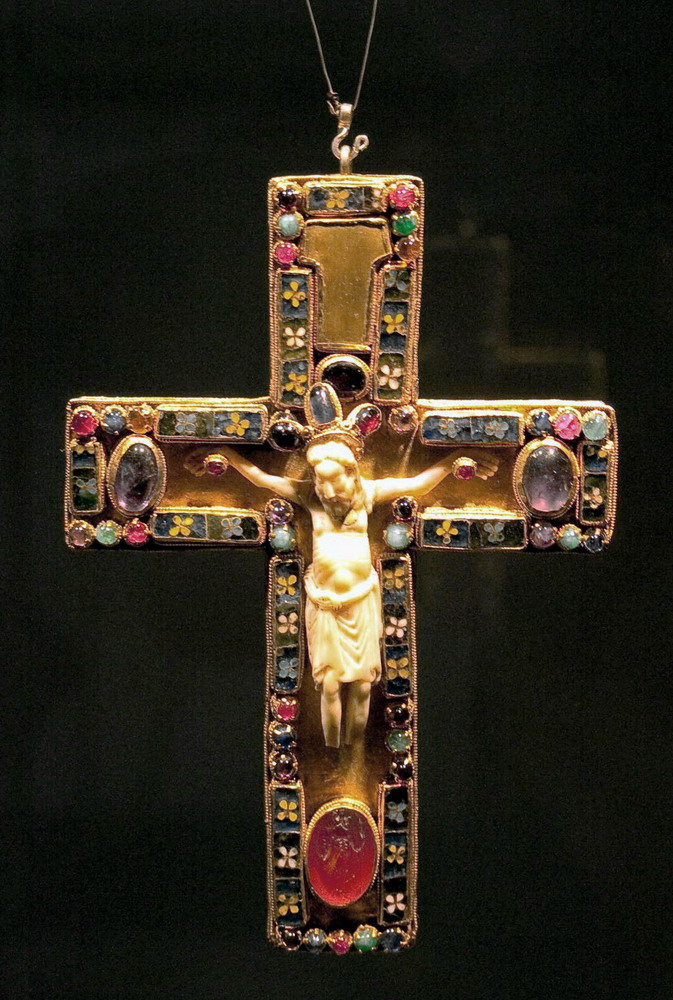
La croce di San Servazio

## Ascendenza
|                       |                         |                          | Genitori                |  |  | Nonni |  |  | Bisnonni            |  |  | Trisnonni           |  |
|                       |                         |                          |                         |  |  |       |  |  | Gerulfo II d'Olanda |  |  | Gerulfo I di Frisia |  |
|                       |                         |                          |                         |  |  |       |  |  | Gerulfo II d'Olanda |  |  | Gerulfo I di Frisia |  |
|                       |                         | …                        |                         |  |  |       |  |  | Gerulfo II d'Olanda |  |  |                     |  |
| Teodorico I d'Olanda  |                         |                          |                         |  |  |       |  |  | Gerulfo II d'Olanda |  |  |                     |  |
|                       |                         | …                        | …                       |  |  |       |  |  |                     |  |  |                     |  |
|                       |                         | …                        | …                       |  |  |       |  |  |                     |  |  |                     |  |
|                       |                         | …                        | …                       |  |  |       |  |  |                     |  |  |                     |  |
| Teodorico II d'Olanda |                         | …                        |                         |  |  |       |  |  |                     |  |  |                     |  |
|                       |                         | …                        | …                       |  |  |       |  |  |                     |  |  |                     |  |
|                       |                         | …                        | …                       |  |  |       |  |  |                     |  |  |                     |  |
|                       |                         | …                        | …                       |  |  |       |  |  |                     |  |  |                     |  |
| Geva                  |                         | …                        |                         |  |  |       |  |  |                     |  |  |                     |  |
|                       |                         | …                        | …                       |  |  |       |  |  |                     |  |  |                     |  |
|                       |                         | …                        | …                       |  |  |       |  |  |                     |  |  |                     |  |
|                       |                         | …                        | …                       |  |  |       |  |  |                     |  |  |                     |  |
| Egberto di Treviri    |                         | …                        |                         |  |  |       |  |  |                     |  |  |                     |  |
|                       | Baldovino II di Fiandra | Baldovino I di Fiandra   |                         |  |  |       |  |  |                     |  |  |                     |  |
|                       | Baldovino II di Fiandra | Baldovino I di Fiandra   |                         |  |  |       |  |  |                     |  |  |                     |  |
|                       | Baldovino II di Fiandra | Giuditta di Fiandra      |                         |  |  |       |  |  |                     |  |  |                     |  |
| Arnolfo I di Fiandra  | Baldovino II di Fiandra |                          |                         |  |  |       |  |  |                     |  |  |                     |  |
|                       |                         | Elfrida del Wessex       | Alfredo il Grande       |  |  |       |  |  |                     |  |  |                     |  |
|                       |                         | Elfrida del Wessex       | Alfredo il Grande       |  |  |       |  |  |                     |  |  |                     |  |
|                       |                         | Elfrida del Wessex       | Ealhswith               |  |  |       |  |  |                     |  |  |                     |  |
| Hildegarda di Fiandra |                         | Elfrida del Wessex       |                         |  |  |       |  |  |                     |  |  |                     |  |
|                       |                         | Erberto II di Vermandois | Erberto I di Vermandois |  |  |       |  |  |                     |  |  |                     |  |
|                       |                         | Erberto II di Vermandois | Erberto I di Vermandois |  |  |       |  |  |                     |  |  |                     |  |
|                       |                         | Erberto II di Vermandois | Liutgarda de Morvois    |  |  |       |  |  |                     |  |  |                     |  |
| Adele di Vermandois   |                         | Erberto II di Vermandois |                         |  |  |       |  |  |                     |  |  |                     |  |
|                       |                         | Adele di Neustria        | Roberto I di Francia    |  |  |       |  |  |                     |  |  |                     |  |
|                       |                         | Adele di Neustria        | Roberto I di Francia    |  |  |       |  |  |                     |  |  |                     |  |
|                       |                         | Adele di Neustria        | Adele del Maine         |  |  |       |  |  |                     |  |  |                     |  |
|                       |                         | Adele di Neustria        |                         |  |  |       |  |  |                     |  |  |                     |  |

### Fonti primarie
- (LA)  Monumenta Germaniae Historica, Scriptores, tomus VIII.
- (LA)  Monumenta Germaniae Historica, Scriptores, tomus XV.2.
- (LA)  Monumenta Germaniae Historica, Scriptores, tomus XVI.
- (LA)  Monumenta Germaniae Historica, Diplomatum regum et imperatorum germaniae, tomus II, Ottonis II. et Ottonis III. diplomata.
- (LA)  Oorkondenboek Holland.
- (LA)  Chronologia Johannes de Bek.
- (LA)  Cartulaire de la ville de Gand, Chartes et documents T. I,.

### Letteratura storiografica
- (DE)  Franz J. Ronig (Hrsg.): Egbert - Erzbischof von Trier 977–993. Gedenkschrift der Diözese Trier zum 1000. Todestag. Selbstverlag des Rheinischen Landesmuseums Trier, ISBN 3-923319-27-4
- (DE)  Leopold von Eltester: Ekbert in: Allgemeine Deutsche Biographie (ADB), Band 5, Duncker & Humblot, Leipzig 1877, S. 784 f.
- (DE)  Martin Persch: Ekbert in Biographisch-Bibliographisches Kirchenlexikon (BBKL), Band 15, Herzberg 1999, ISBN 3-88309-077-8, Sp. 509–510.